# Hemigraphis lithophila
Hemigraphis lithophila är en akantusväxtart som beskrevs av Karl Moritz Schumann och Lauterb.. Hemigraphis lithophila ingår i släktet Hemigraphis och familjen akantusväxter. Inga underarter finns listade i Catalogue of Life.